# Moraleja de Sayago
Moraleja de Sayago ist ein nordwestspanischer Ort und eine Gemeinde (municipio) mit 299 Einwohnern (Stand: 2024) im Osten der Provinz Zamora der Autonomen Gemeinschaft Kastilien-León. 

## Lage
Moraleja de Sayago liegt in der kastilischen Hochebene in einer Höhe von etwa 810 m nahe der Grenze zwischen Portugal und Spanien. Die Provinzhauptstadt Zamora ist etwa 40 Kilometer (Fahrtstrecke) in nordnordöstlicher Richtung entfernt. Das Klima im Winter ist durchaus kalt, im Sommer dagegen warm bis heiß, Regenfälle (ca. 535 mm/Jahr) fallen verteilt übers ganze Jahr.

## Bevölkerungsentwicklung
| Jahr      | 1970 | 1981 | 1991 | 2001 | 2011 | 2021 |
| Einwohner | 603  | 406  | 322  | 296  | 264  | 283  |

## Sehenswürdigkeiten

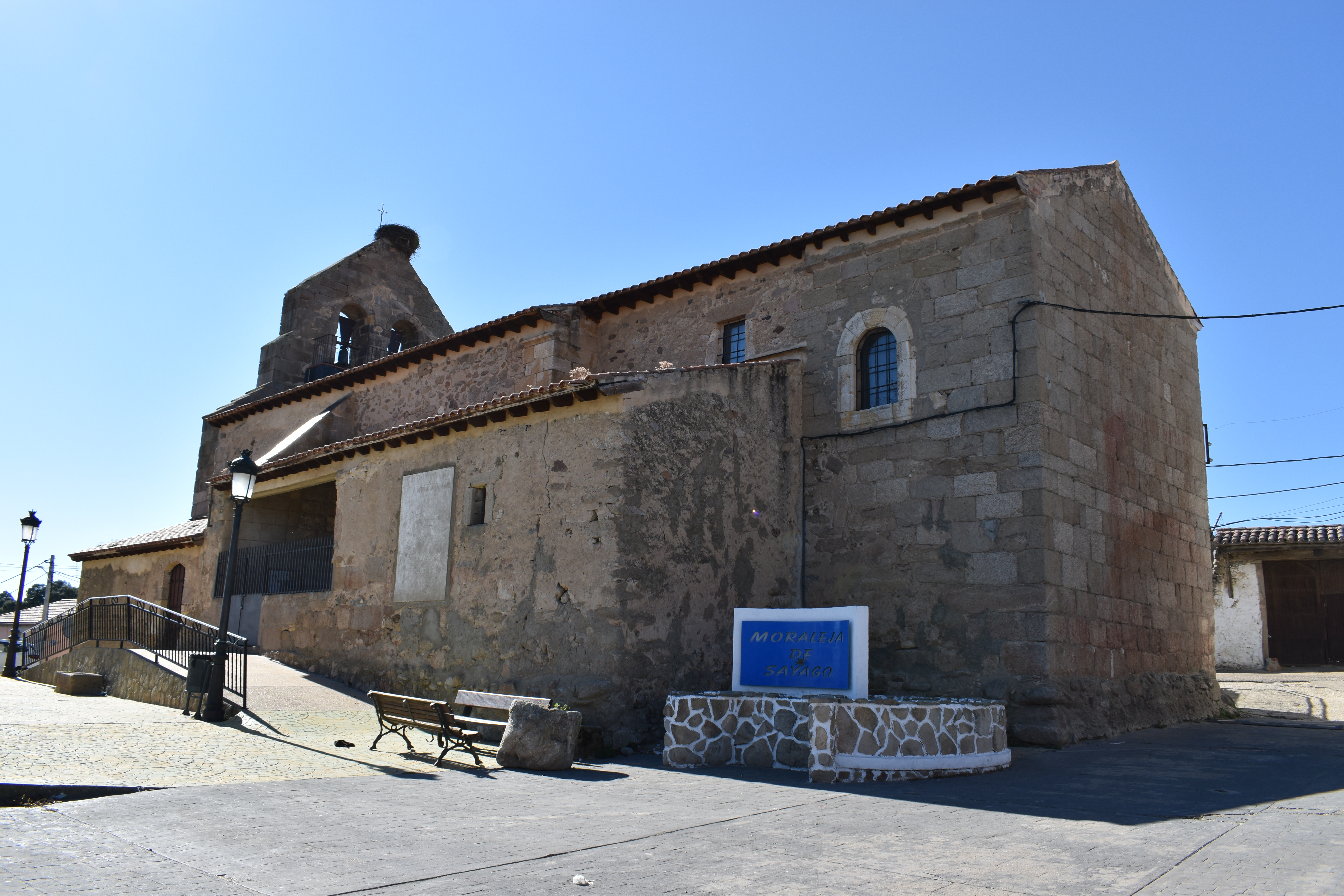
Kirche von Moraleja de Sayago
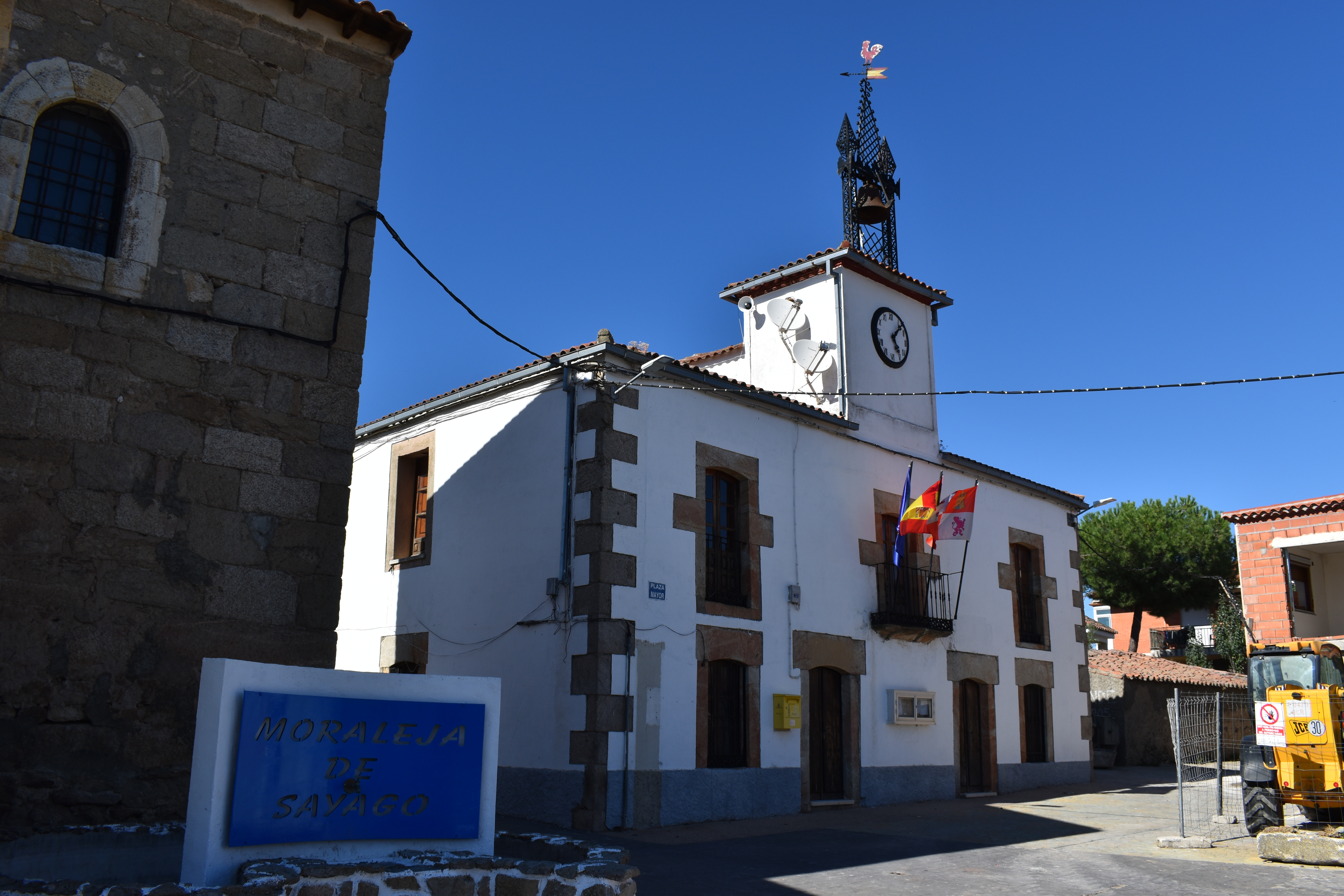
Rathaus

- Kirche von Moraleja de Sayago
- Rathaus